# Slot-Barr
Slot-Barr es una serie argentina de historieta de ciencia ficción con guion de Ricardo Barreiro y dibujos de Francisco Solano López, con la ayuda  de Jorge Schiaffino
en los fondos, a partir de 1976. Presenta las aventuras del personaje homónimo, un humano nacido el año 2602 en Epsilon Eriadni-4, uno de los cuatrocientos planetas que forman parte de "La Confederación del Núcleo", después de que un huazgo llamado Lim se acople a su cerebro.

## Creación y trayectoria editorial
Slot-Barr nace de la iniciativa de Barreiro y Solano López, sin un encargo previo.
En la Argentina, no empezó a publicarse hasta julio de 1987, en el número 137 de la revista Skorpio.

## Serialización
La serie consta de doce capítulos:
| Número                                                                                                 | Título                                    | Publicación |
| --- | ----------------------------------------- | ----------- |
| 1 | «Slot Barr»                               | —           |
| Argumento: Tras la destrucción de la expreso Orión 4, Slot Barr vaga por el espacio, a punto de morir. |                                           |             |
| 2 | «Las largas noches de Prócer 9»           | —           |
| Argumento:                                                                                             |                                           |             |
| 3 | «La nave y la eternidad»                  | —           |
| Argumento:                                                                                             |                                           |             |
| 4 | «Un planeta llamado Rebelión»             | —           |
| Argumento:                                                                                             |                                           |             |
| 5 | «Planeta Capital»                         | —           |
| Argumento:                                                                                             |                                           |             |
| 6 | «Era otoño en La Tierra»                  | —           |
| Argumento:                                                                                             |                                           |             |
| 7 | «El pueblo y la bestia»                   | —           |
| Argumento:                                                                                             |                                           |             |
| 8 | «Vida y obra de Acriz y el pueblo de Lem» | —           |
| Argumento:                                                                                             |                                           |             |
| 9 | «Astrakill»                               | —           |
| Argumento:                                                                                             |                                           |             |
| 10 | «La sirena»                               | —           |
| Argumento:                                                                                             |                                           |             |
| 11 | «El monstruo del pasado»                  | —           |
| Argumento:                                                                                             |                                           |             |
| 12 (parte 1)                                                                                           | «En Laetnia es tiempo de juegos»          | —           |
| Argumento:                                                                                             |                                           |             |
| 12 (parte 2)                                                                                           | «En Laetnia es tiempo de juegos»          | —           |
| Argumento:                                                                                             |                                           |             |

## Valoración
Para el crítico Luis F. Cárdenas, Slot Barr se elevaba por encima de otras series de ciencia ficción y superhéroes de su época gracias al rico expresionismo de su dibujante, así como por su renovador argumento:
- No muestra un sentimiento negativo hacia lo alienígena;
- Su protagonista es más humano que los superhéroes típicos, pues trabaja y tiene amigos y deseos sexuales;
- Su enemigo no es un villano arquetípico, sino el sistema de explotación del universo en que habitan.[1]